# ざくろホールディングス
株式会社ざくろホールディングスは、関東地方を中心に店舗を展開する日本の飲食店のチェーン系グループの一つ。

## 概要
しゃぶしゃぶを中心とした日本料理店のざくろ、しゃぶしゃぶ専門店のしゃぶせん、イタリアンレストランのグラナータ、レストラン・ケーキ店のトップス&サクソン等で構成される。

## 店舗
ざくろ
1955年（昭和30年）に東京都港区赤坂で創業した、関東で初めてしゃぶしゃぶをメインにした高級日本料理店。TBS店、赤坂店、日本橋店、室町店、銀座店がある。
しゃぶせん
1971年（昭和46年）に東京都中央区銀座で創業した、ざくろに比べるとカジュアルなしゃぶしゃぶ専門店。銀座店、横浜店がある。
トップス
アメリカンスタイルのレストランとして1964年（昭和39年）に旧TBS会館にオープンした。デザート用として誕生したチョコレートケーキが特に有名で、日本で初めてレアチーズケーキを販売したともされる。レストランとしては、欧風カレーが有名である。銀座店、横浜店、渋谷店のほか、カレーショップトップスとして、TBS店、エキュート大宮店、ラゾーナ川崎プラザ店に出店している。ケーキショップは全国各地のデパートなどに出店している。
ケーキは、トップスケーキ宅配センターから宅配も行っていたが、2007年10月31日をもって宅配センターは廃止されている。西武百貨店池袋本店内に出店していた池袋店は2008年8月末をもって閉店した。
グラナータ
イタリアンレストラン。TBS店がある。
キーズカフェ
武蔵小杉店と、トップスキーズカフェ 越谷店がある。